# Terminal Bandeira
O Terminal Bandeira é um terminal de ônibus da cidade de São Paulo. Localiza-se na Praça da Bandeira, entre a Avenida 9 de Julho e a Avenida 23 de Maio. 

## História
Com as obras do Metrô, em 1969 muitos pontos de ônibus foram transferidos da Praça da Sé e adjacências para dois novos pontos terminais; Parque Dom Pedro II e Praça da Bandeira. Essa estrutura improvisada funcionou como terminal na Praça da Bandeira até a metade da década de 1990 quando foi totalmente revitalizada. O novo terminal Bandeira inaugurado pelo então prefeito Paulo Maluf, em 8 de novembro de 1996. Tem uma área total de 19.900 metros quadrados e uma capacidade de 110 mil passageiros por dia. Tem integração paga com a Estação Anhangabaú da Linha 3 do Metrô de São Paulo. Foi o maior terminal de ônibus do centro da cidade até a reinauguração do Terminal Parque Dom Pedro II, no mesmo ano.
Apesar de sua importância, chegou a ser discutido projetos para sua extinção no futuro; no entanto, após a concessão do terminal para a iniciativa privada, tal possibilidade foi descartada.

## Concessão
Em novembro de 2022, a prefeitura de São Paulo, por meio da autarquia municipal SPTrans iniciou o processo de concessão de terminais de ônibus à iniciativa privada, a concessionária vencedora fica responsável a partir da assinatura do contrato pela administração, conservação e manutenção do terminal.

O Terminal Bandeira foi incluso no Bloco Sul, juntamente com os terminais Água Espraiada, Capelinha, Grajaú, Guarapiranga, Jardim Ângela, João Dias, Parelheiros, Santo Amaro e Varginha que teve a empresa SPE São Paulo Sul S.A como vencedora do processo de concessão.